# Lipa Pitsiulak
Lipa (ou Lypa) Pitsiulak (né le 21 avril 1943 à Iglootalik dans les Territoires du Nord-Ouest et mort le 24 août 2010 à Pangnirtung au Nunavut) est un artiste inuit du Canada qui s'exprime par la sculpture, le dessin et l'estampe.

## Biographie
Il est né à Iglootalik dans les Territoires-du-Nord-Ouest (aujourd'hui dans le Nunavut) et a résidé à Pangnirtung de 1967 jusqu'à sa mort. Il réalise à la fois des dessins, des sculptures et des gravures. Il a participé à des expositions prestigieuses, telles que celle sur l'Estampe inuit qui a voyagé à travers le monde dans les années 1972 à 1982, et qui a été présentée à Paris en 1980[réf. nécessaire]. 
En dehors des expositions canadiennes, il a été présenté aussi bien en Israël qu'aux États-Unis et en Allemagne et à de multiples reprises[réf. nécessaire]. 
Son rapport facile avec le monde occidental lui a permis de travailler en 1984 et 1985 avec des chercheurs sur la civilisation inuit où il décrivait à la fois son travail et son style de vie.
Son style est assez polymorphe et il peut aussi bien participer de la traduction zoomorphe descriptive que de l'illustration des scènes mythologiques et surnaturelles. 
Une de ses œuvres figure sur un timbre canadien de 12 cents émis le 18 novembre 1977. Un documentaire de l'Office national du film, intitulé Lypa et réalisé par Shelagh Mackenzie et Sharon Van Raalte, lui a été consacré en 1988. 

## Travail d'illustrateur
Il illustre le livre Art inuit (C. BAUD et al.), Editions Fragments
1997 + 2006, celui de Ingo Hessel Ed. Douglas et Mc Intyre 1998 "INUIT ART, AN
INDRODUCTION" n° 134.